# Euselasia crotopus
Euselasia crotopus är en fjärilsart som beskrevs av Stoll 1780. Euselasia crotopus ingår i släktet Euselasia och familjen Riodinidae. Inga underarter finns listade i Catalogue of Life.